# Cantonul Saint-Michel-de-Maurienne
Cantonul Saint-Michel-de-Maurienne este un canton din arondismentul Saint-Jean-de-Maurienne, departamentul Savoie, regiunea Rhône-Alpes, Franța.

## Comune
- Orelle
- Saint-Martin-d'Arc
- Saint-Martin-de-la-Porte
- Saint-Michel-de-Maurienne (reședință)
- Valloire
- Valmeinier